# Liste der Monuments historiques in Breuil-la-Réorte
Die Liste der Monuments historiques in Breuil-la-Réorte führt die Monuments historiques in der französischen Gemeinde Breuil-la-Réorte auf.

## Liste der Bauwerke
| Bezeichnung               | Beschreibung              | Standort | Kennzeichnung | Schutzstatus | Datum | Bild           |
| ------------------------- | ------------------------- | -------- | ------------- | ------------ | ----- | -------------- |
| Kirche St-Pierre-ès-Liens | Erbaut im 14. Jahrhundert | (Lage)   | PA00104632    | Classé       | 1958  | weitere Bilder |

## Liste der Objekte
| Bezeichnung | Beschreibung          | Standort                         | Kennzeichnung | Schutzstatus | Datum | Bild |
| ----------- | --------------------- | -------------------------------- | ------------- | ------------ | ----- | ---- |
| Glocke      | Bronze, 1788 gegossen | Kirche St-Pierre-ès-Liens (Lage) | PM17000048    | Classé       | 1942  |      |
| Wandmalerei | 14. Jahrhundert       | Kirche St-Pierre-ès-Liens (Lage) | PM17000049    | Classé       | 1958  |      |